# Maikel Zijlaard
Maikel Zijlaard (Rotterdam, 1º giugno 1999) è un ciclista su strada olandese che corre per la Tudor Pro Cycling Team. Nel 2022 ha vinto l'Olympia's Tour.

## Palmarès

### Strada
- 2017 (Juniores)

Giro delle Fiandre Juniores
2ª tappa Internationale Juniorendriedaagse (Axel > Axel, cronometro)
4ª tappa Internationale Juniorendriedaagse (Velzeke > Velzeke)
Menen-Kemmel-Menen
- 2022 (VolkerWessels Cycling Team, quattro vittorie)

Dorpenomloop Rucphen
Classifica generale Olympia's Tour
2ª tappa Okolo Jižních Čech (Třeboň > Nová Bystřice)
3ª tappa Okolo Jižních Čech (Studená > Protivín)
- 2024 (Tudor Pro Cycling Team, una vittoria)

Prologo Giro di Romandia (Payerne > Payerne, cronometro)

### Altri successi
- 2016 (Juniores)

Classifica giovani Internationale Junioren Driedaagse van Axel
1ª tappa Sint-Martinusprijs Kontich (Warloos, cronosquadre)
- 2022 (VolkerWessels Cycling Team)

Classifica a punti Okolo Jižních Čech

### Pista
- 2019

Campionati olandesi, Inseguimento individuale
- 2021

Campionati europei, Corsa a eliminazione Under-23

## Piazzamenti

### Grandi Giri
- Giro d'Italia

2025: 154º

### Competizioni mondiali
- Campionati del mondo

Bergen 2017 - In linea Juniores: 129°

### Competizioni europee
- Campionati europei su strada

Herning 2017 - In linea Juniores: 58º
- Campionati europei su pista

Apeldoorn 2021 - Omnium Under-23: 9º
Apeldoorn 2021 - Corsa a eliminazione Under-23: vincitore
Grenchen 2021 - Corsa a eliminazione Elite: 12º